# Carum strictum
Carum strictum là một loài thực vật có hoa trong họ Hoa tán. Loài này được (Griseb.) Boiss. mô tả khoa học đầu tiên năm 1872.